# Сердобино
Сердобино (укр. Сердобине), поселок, 
Резниковский сельский совет,
Волчанский район,
Харьковская область.
Код КОАТУУ — 6321686807. Население по переписи 2001 года составляет 38 (16/22 м/ж) человек.

## Географическое положение
Посёлок Сердобино находится в балке Волков Яр, по которой протекает ручей и через 3,5 км впадает в реку Плотва.
На расстоянии в 2-х км расположено село Бузово.

## История
- 1640 - дата основания.

## Экономика
- В селе были молочно-товарная и свинотоварная фермы.